# Raoued (délégation)
Raoued est une délégation tunisienne dépendant du gouvernorat de l'Ariana.
En 2004, elle compte 60 896 habitants dont 31 453 hommes et 29 443 femmes répartis dans 14 276 ménages et 17 499 logements.